# Amphipyra apicalis
Amphipyra apicalis là một loài bướm đêm trong họ Noctuidae.